# لسنا (منطقه تربیچ)
لسنا (به چکی: Lesná) یک منطقهٔ مسکونی در جمهوری چک است که در منطقه تربیچ واقع شده‌است.
 لسنا ۲٫۴۶ کیلومتر مربع مساحت و ۸۲ نفر جمعیت دارد و ۶۶۴ متر بالاتر از سطح دریا واقع شده‌است.